# 拿破崙-熱羅姆·波拿巴
拿破崙-熱羅姆·波拿巴（法語：Napoléon-Jérôme Bonaparte，1822年9月9日—1891年3月17日），西發利亞國王熱羅姆·波拿巴的幼子、法國皇帝拿破崙一世的姪子。

## 家庭
1859年，拿破崙-熱羅姆和薩丁尼亞國王維托里奧·埃馬努埃萊二世的女兒瑪麗亞·克羅蒂爾德結婚，兩人共有2子1女：
1. 維克多·拿破崙（1862年—1926年），波拿巴王朝首領
2. 路易·波拿巴（英语：Louis Bonaparte (1864–1932)）（1864年—1932年）
3. 瑪麗亞·萊蒂西亞（英语：Maria Letizia Bonaparte, Duchess of Aosta）（1866年—1926年），奧斯塔公爵夫人